# 第三十七届超级碗
第三十七届超级碗（Super Bowl XXXVII）是美国国家橄榄球联盟2002赛季的总决赛，由美联冠军奥克兰突袭者队对阵国联冠军坦帕湾海盗队。比赛于2003年1月26日在圣迭戈的高通体育场（Qualcomm Stadium）举行。
最终，坦帕湾海盗队以48-21战胜奥克兰突袭者队，第一次夺得超级碗冠军。安全卫德克斯特·杰克逊（Dexter Jackson）获得最有价值球员称号。